# Orquestra Simfònica Sant Cugat
L'Orquestra Simfònica Sant Cugat (OSSC) és una orquestra simfònica formada per músics professionals amb seu al Teatre-Auditori Sant Cugat. Va ser creada l'any 1990 i compta amb un cicle estable de concerts des de l'any 1996. El director fundador i actualment director artístic és el mestre Josep Ferré. La direcció titular des del 2022 va a càrrec del reconegut director Salvador Brotons.
El 2024 havia realitzat més de 800 concerts en escenaris com el Palau de la Música Catalana, el Gran Teatre del Liceu, l'Auditori de Barcelona i el Palau de Congressos de Catalunya. El concert amb el nombre més elevat d'espectadors va tenir lloc al Palau Sant Jordi, amb el tenor Josep Carreras, davant de 20.000 persones. Des de l'any 2003 la Fundació Música Simfònica i de Cambra, presidida per Flora Puntós i Cabero, és l'entitat jurídica que gestiona i representa l'orquestra.

## Història
Els orígens es remunten en la creació de l'Orquestra de Cambra Sant Cugat amb una quinzena de músics. Va fer el primer assaig el 4 d'abril del 1990 i la primera actuació en públic el següent 30 de juny al claustre del Monestir de Sant Cugat, en un concert de festa major juntament amb la Coral Sant Cugat del Club Muntanyenc Sant Cugat. Durant els seus cinc anys d’activitat, fins al 1995, va realitzar interpretacions de peces destacades com la Gran Missa en do menor i el Rèquiem de Mozart i les òperes Alceste de Gluck i La clemenza di Tito i Il re pastore de Mozart en escenaris com Santa Maria del Mar, al Teatre La Faràndula o el Palau de la Música.

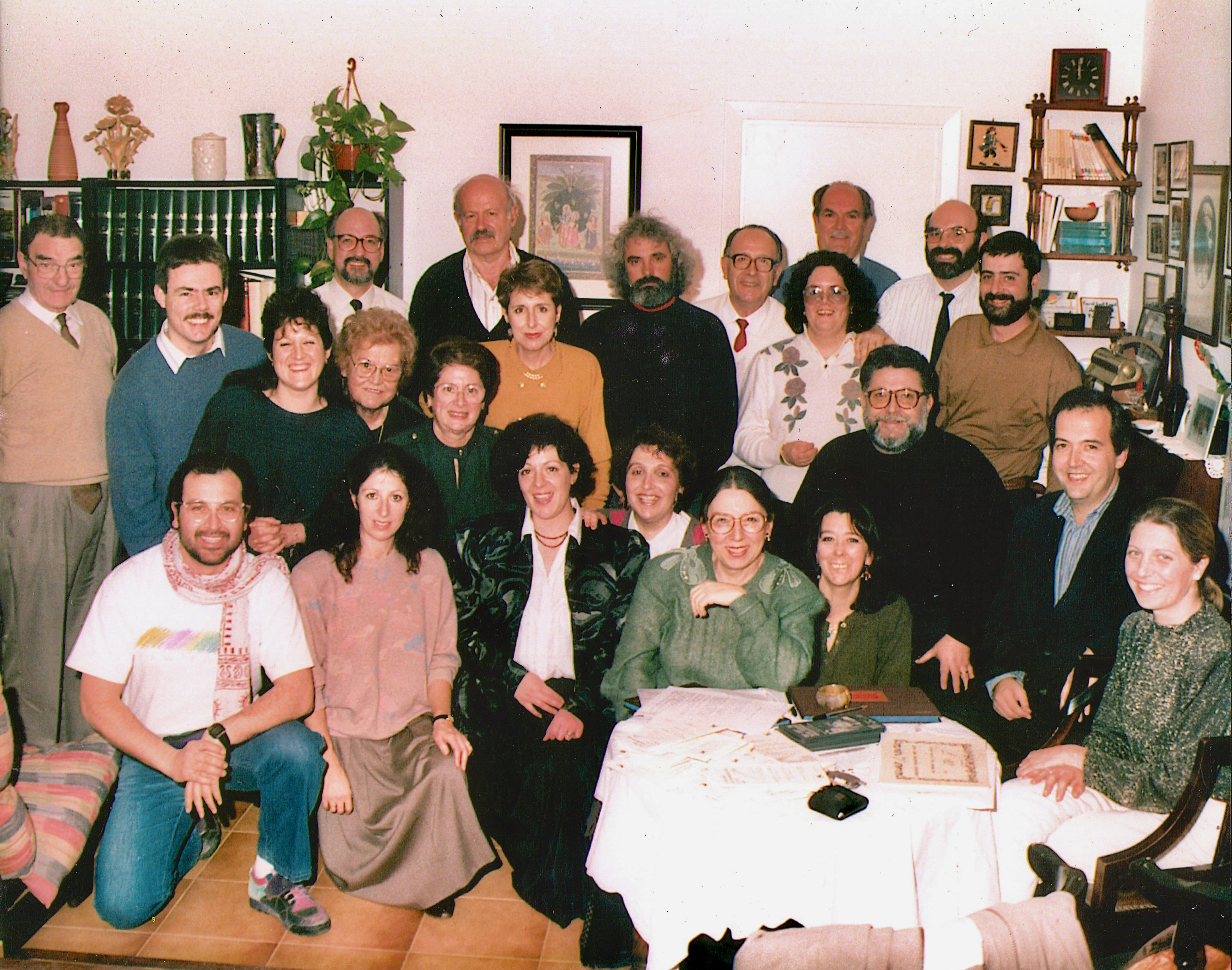
Signants dels estatuts en la constitució de l'Associació Orquestra Sant Cugat. A dalt: Lluís Puig i Tuneu, Gareth York, Domènec Miquel i Serra, Joan Tortosa i Saperas, Elena Bosch i Castellví, Ferran Martí i Teixidó, Francesc Puntos i Amoròs, Anna
Maria Gil i Albiol, Josep Maria Ferré i Bofarull, Joan Carles Alayo i Manubens, Francesc Puntos i Cabero. A sota: Marta Puntos i Cabero, Rosa Rovira i Mateu, Montserrat Cabero i Vernedas, Joan Llamas i García, Josep Ferré i Rovira. A baix: Vicenç Oteros Poyato, Pilar Roig i Parassols, Flora Puntos i Cabero, Mariona Benet i
Pugès, Pastora Martos (Pilar Llorens i Souto), Alícia Calmell i Ibañez

El dia 12 de gener de 1991 es va constituir l'Associació Orquestra Sant Cugat amb la signatura dels estatuts. L'any 1992 neix la Jove Orquestra Sant Cugat, també dirigida per Josep Ferré. Sant Cugat començava a créixer de forma important i hi havia aleshores unes quantes escoles de música al municipi com Fusió, l'Escola Música
Montserrat Calduch, l'Escola de Música de Carme Talleda, l'Escola municipal de música. El 1993 es va construir el Teatre-Auditori de Sant Cugat.
Dos anys més tard, es van fusionar l'Orquestra de Cambra Sant Cugat i la Jove Orquestra Sant Cugat per formar l'Orquestra Simfònica Sant Cugat. L'estrena de la formació simfònica va tenir lloc el 29 d'octubre del 1995 al
Palau de la Música, en un concert en què les dues orquestres van tocar per darrera vegada separades a la primera part, amb l'Orquestra de Cambra tocant una suite de l'òpera The Fairy-Queen, de Purcell, i la Jove Orquestra va interpretar Welcome Ode de Britten. A la segona part es va materialitzar la fusió i l'Orquestra Simfònica de Sant Cugat va interpretar la Fantasia sobre un tema de Thomas Tallis, de Vaughan Williams, i Peer Gynt de Grieg. Des de llavors l'Orquestra Simfònica Sant Cugat ha tocat de forma estable al Teatre-Auditori Sant Cugat. Des de la temporada 2016-2017 l’Orquestra també ofereix la seva temporada de concerts al Teatre La Massa de Vilassar de Dalt.
L'Orquestra ha comptat amb la participació d'intèrprets solistes de primer nivell, com Cristina Casale, Patricia de No, Inés Issel, Elisabet Franch, Kalina Macuta, Alex Alguacil i Yukiko Akagi, entre d'altres. A més, ha establert col·laboracions amb diverses entitats, com Creu Roja, l'Escola de Dansa Laura Esteve, l'Associació Joan Manén i l'Associació Gabriel Ferrater.
Per donar una major projecció al conjunt orquestral i incrementar l'arxiu de documentació, el 2003 es va crear la Fundació Música Simfònica i de Cambra, presidida per Flora Puntós i Cabero. El mateix any, va tenir lloc la seva actuació més multitudinària amb 20.000 persones al Palau Sant Jordi acompanyant el tenor Josep Carreras en un concert que la Generalitat va dedicar a la gent gran.
A part de la temporada regular, cada any, l'Orquestra realitza un concert especial per Sant Jordi, un concert de festa major, un concert especial per Catalana Occident, un dels patrocinadors, i un festival de valsos i danses que representen a diversos teatres de Catalunya per les festes de Nadal.
Al marge de l’activitat concertística, l'Orquestra també ha portat a terme una tasca pedagògica. Ha fet  audicions per escolars de la ciutat, trobades de música simfònica per estudiants de música, cursos de caps de setmana, donant l’oportunitat a joves estudiants de la ciutat a tocar en un concert al Teatre-Auditori. I, després de nou anys celebrant una trobada amb més d'una seixantena de joves d'arreu de Catalunya, el 2007 es va formar l'Orquestra Simfònica Juvenil, única a tot Catalunya. Posteriorment han col·laborat en la creació de la Jove Orquestra Simfònica del Baix Llobregat.

## Originalitat
Sovint, l'Orquestra ha presentat la música d'una manera diferent i original. Així, amb una versió pels més petits, va escenificar El Trencanous de Txaikovski, Pere i el llop de Prokófiev. Juntament amb el ballet de Laura Esteve va interpretar Boléro de Ravel. També van adaptar per a un públic infantil l'òpera Hänsel i Gretel de Humperdinck. També s'han fet muntatges audiovisuals amb la projecció de clàssics del cinema tocant en directe les seves bandes sonores, s'ha tocat conjuntament amb cobles o bandes de jazz.
El 2008, la combinació de la màgia del Mag Lari i la música de l'Orquestra van crear un espectacle divertit i sorprenent, amb un final espectacular, on el Mag Lari va fer desaparèixer tota l'Orquestra sencera de l'escenari amb el seu director inclòs. L'any següent, un "Concert astronòmic" es va convertir en un viatge espacial a través de la música i amb projeccions audiovisuals dels diferents planetes.

## Música catalana
L'Orquestra Simfònica Sant Cugat ha volgut posar en valor la música catalana, tant d’autors contemporanis com de compositors del segle xx. En aquest sentit, ha dedicat part del seu repertori a recuperar obres d’aquests creadors. Una de les fites més destacades va ser el 2005 quan va interpretar l'oratori El Pessebre de Pau Casals, amb prop de 300 músics i 250 cantaires de diferents cors, gràcies a la iniciativa d'Òmnium Cultural. Després de tocar-la en diverses ciutats de Catalunya, set anys més tard van culminar el projecte amb la interpretació a la Sagrada Família per commemorar el 50è aniversari de l'obra.
Entre els compositors catalans que l’Orquestra ha interpretat es troben Joan Albert Amargós, Manuel Blancafort, Salvador Brotons, Agustí Cohí Grau, Albert Guinovart i els germans Joan i Ricard Lamote de Grignon. A més, alguns autors catalans han dedicat peces a l'Orquestra, com Mil·lenàrium de Joan Albert Amargós, Història d'un mil·lenni, de Salvador Brotons, Concert per a cobla i orquestra, d'Agustí Cohí Grau, Rapsòdia Sant Cugat, de Víctor García Acín, i Quasi una polca, de Jesús Rodríguez Picó.

## Discs publicats
- 2008 - "Jazz simfònic" (Audiovisuals de Sarrià)[28]